# Versus (album Ushera)
Versus to pierwsza EP-ka amerykańskiego piosenkarza R&B Ushera, wydana 24 sierpnia 2010 nakładem LaFace Records. Produkcja albumu miała miejsce w latach 2008–2010 i była obsługiwana przez kilku producentów, w tym Polow da Don, Jim Jonsin, Rico Love, Drumma Boy, Jimmy Jam i Terry Lewis, Tha Cornaboyz i Max Martin.
EP-ka zadebiutowała jako numer czwarty na liście Billboard 200 w USA za sprawą sprzedaży 46 000 egzemplarzy w pierwszym tygodniu. Versus stało się szóstym albumem Ushera będącym w pierwszej dziesiątce w Stanach Zjednoczonych, i przyniosła dwa single, które osiągnęły sukces na listach przebojów, w tym czołową 30 USA ("Hot Tottie" i międzynarodowy hit "DJ Got Us Fallin’ in Love"). Pomimo krytyki wobec popowo ukierunkowanego materiału, Versus otrzymała pozytywne opinie od większości krytyków muzycznych.

## Tło
Usher w dniu 8 lipca 2010 r. ogłosił, że wydaje kontynuację jego szóstego albumu studyjnego Raymond v. Raymond o nazwie Versus. Versus, zwany "ostatnim rozdziałem Raymond vs Raymond ", porusza tematykę bycia świeżo upieczonym singlem i ojcem jednocześnie. EP zawiera 8 nowych utworów, ponownie wyprodukowany remix utworu "Somebody to Love" oraz numer jeden Billboardu - hit "There Goes My Baby". Lista utworów z EP i okładka albumu zostały ujawnione 21 lipca 2010.

## Wydanie i promocja
Album został wydany 24 sierpnia 2010 r. w Stanach Zjednoczonych. Wydarzenie to poprzedzały single "DJ Got Us Fallin’ in Love ", dla odbiorców głównego nurtu oraz "Hot Tottie" dla miejskiej publiczności. Utwory z Versus znajdują się na wydaniu deluxe płyty Raymond V. Raymond, który został wydany w Stanach Zjednoczonych łącznie z Versus i w Wielkiej Brytanii 20 września 2010 roku.
Międzynarodowa wersja Versus nie została wydana jako EP, lecz jako pełny album w dniu 1 października 2010 roku. Zawiera oryginalne utwory z Versus, kolaborację z Enrique Iglesiasem "Dirty Dancer", a także single z Raymond v. Raymond, w tym "More", "OMG", "Lil Freak","Hey Daddy (Daddy's Home)" i "Papers".

### Single
"DJ Got Us Fallin’ in Love " to duet Ushera z Pitbullem, wyprodukowany przez Maxa Martina. Jest pierwszym singlem z albumu. Utwór został wydany na iTunes 13 lipca 2010 r. i został oficjalnie opublikowany w radiostacjach 20 lipca 2010 roku. Od momentu udostępnienia piosenki, zyskała ona międzynarodowy sukces, osiągając miejsca w Top 5 i 10 w Wielkiej Brytanii, Kanadzie, Stanach Zjednoczonych, Australii i Nowej Zelandii. Piosenka otrzymała pozytywne recenzje od krytyków, którzy skomplementowali klubowy klimat i chwytliwy refren piosenki. Utwór stał się 16 hitem Ushera w karierze, który pojawił się w Top 10 Billboard Hot 100; szczytem utworu był numer cztery na liście Billboard Hot 100 i numer dwa na liście przebojów USA Pop Charts.
"Hot Tottie" - owoc współpracy z Jayem-Z, wyprodukowany przez Polowa Da Don i napisany przez Ushera, wspomnianego wcześniej Shawna Cartera (Jaya-Z) i Ester Dean. Drugi singel z "Versus", jego premiera w radiostacjach urbanistycznych miała miejsce 9 sierpnia 2010 roku. W piosence miała pojawić się Ciara, ale ostatecznie nie odnotowano jej udziału przy pracy nad utworem. Piosenka otrzymała bardzo pozytywne recenzje od krytyków, uznana została za jeden z dwóch najciekawszych utworów na EP (drugim jest "DJ Got Us Fallin’ in Love"). 
"Hot Tottie" dotarło na pozycję 9 na liście Hot R&B/ Hip-Hop Songs i nr 22 na liście Billboard Hot 100. 
"Lay You Down", to trzeci singel, który został wysłany do radiostacji w dniu 28 września 2010 roku.